# لي هونغجون
لي هونغجون (بالصينية: 李红军) هو لاعب كرة قدم صيني في مركز الدفاع، ولد في 23 يناير 1970 في بكين في الصين. شارك مع منتخب الصين لكرة القدم. أما مع النوادي، فقد لعب مع نادي بكين سينوبو غوان.

## وصلات خارجية
- لي هونغجون على موقع قاعدة بيانات كرة القدم.إي يو (الإنجليزية)
- لي هونغجون على موقع ناشيونال فوتبول تيمز (الإنجليزية)